# Potniarcha
Potniarcha é um gênero de traça pertencente à família Agonoxenidae.